# Eric Hultén
Eric Oskar Gunnar Hultén (18 de marzo de 1894 - 1 de febrero de 1981) fue un botánico sueco, fitogeógrafo y profesor de la Universidad de Lund en Suecia.

## Biografía
El botánico sueco Eric Hultén fue un viajero de campo incansable que se recorrió gran parte del hemisferio Norte buscando y catalogando especímenes de plantas.
Después de haber hecho numerosos recorridos por el norte de su país Suecia y en tierras siberianas, llegó a Alaska en 1932, para comenzar lo que sería la descripción y colección definitiva de plantas de las islas Aleutianas.
Fue el primero en encontrar las similitudes de las plantas de Alaska, con las que había encontrado en viajes anteriores por Siberia, y en 1937 denomina Beringia a la porción de tierra que unió Alaska con Siberia durante la época glacial y que permitió la interconexión de especies entre ambas tierras. Su monumental trabajo legado, hoy en día, es una de las obras de referencia de cualquier investigador de la flora de Alaska.
También en 1932, su ayudante de campo en la expedición, W. J. Eyerdam descubrió en la Isla de Atka, en las Aleutianas centrales, un helecho, diminuto, de cornisas. Este helecho está declarado hoy en día como en peligro de extinción y se encuentra solamente en la isla Adak al oeste de Atka.
Además de varias obras referentes a la flora vascular del hemisferio Norte, Eric Hultén en 1968, creó un nuevo género de orquídeas, Amerorchis, desgajado del género Orchis, para la especie Amerorchis rotundifolia, que se encuentra en el noreste de EE. UU.: Bahía de Hudson, Nueva York, Montana, y Wisconsin.
También describió la especie de orquídeas Platanthera obtusata (Banks ex Pursh) Lindl. subesp oligantha (Turcz.) Hultén

## Obra
- Flora of Kamtchatka and the adjacent Islands. I. Pteridophyta, Gymnospermae and Monocotyledonae. II. Dicotyledoneae, Salicaceae, Cruciferae.  Hultén. Almquist & Wiksell. Estocolmo. 1928

- Vegetationsbilder : Sd-Kamtchatka.Hultén. Verlag von Gustav Fischer. Jena. 1932

- History of Artic and Boreal Biota.Hultén. 1937

- Vår svenska flora i färg: Jämte ett urval växter från de nordiska grannlanderna .Hultén. Svensk Litteratur. Estocolmo. 1958

- Amphi-atlantic plants and their phytogeographical connections  Hultén. Kungl. Svenska Vetenskapsakademiens Handlingar, 7(1) 1958

- Flora of the Aleutian Islands and westernmost Alaska Peninsula with notes on the flora odf Commander Islands .Hultén. J. Cramer .Weinheim. 1960

- Comments on the flora of Alaska and Yukon. Hultén. Almquist & Wiksell. Estocolmo. 1967

- History & evolution of the Artic Flora in the footsteps

- Flora of Alaska and Neighboring Territories. Hultén. 1968. Libro de referencia sobre la flora de Alaska

- The Circumpolar plants: Dicotyledons. Hultén. Almquist & Wiksell. Estocolmo. 1970

- The Circumpolar plants: Vascular Cryptogams, conifers, Monocotyledons. Hultén. Almquist & Wiksell. Estocolmo. 1970

- Atlas of the distribution of Vascular Plants in NW Europe 531 pp. pueden verse cartas en Den Virtuella Floran. 1971

- The Plant cover of Southern Kamtchatka. Hultén. Almquist & Wiksell. Estocolmo. 1972

- Men roligt har det varit. Memoirs. 1973

- con Fries, Magnus 1986. Atlas of North European vascular plants: north of the Tropic of Cancer, vv. 1-3. Königstein, Koeltz. ISBN 3-87429-263-0 pueden verse cartas en Den Virtuella Floran

## Honores

### Epónimos
Apiaceae Angelica hultenii (Fernald) M.Hiroe
Asteraceae Arctanthemum hultenii (Á.Löve & D.Löve) Tzvelev
Asteraceae Artemisia hultenii Maximova
Asteraceae Erigeron hultenii Spongberg
Asteraceae Saussurea hultenii Lipsch.
Asteraceae Taraxacum hultenii Dahlst.
Caryophyllaceae Stellaria hultenii B.Boivin
Crassulaceae Sedum hultenii Fröd.
- La abreviatura «Hultén» se emplea para indicar a Eric Hultén como autoridad en la descripción y clasificación científica de los vegetales.[9]